# Laguna Perdida
A Laguna Perdida é um lago localizado na Guatemala. Localiza-se no departamento de El Petén, município de La Libertad.